# Gyrochus
Gyrochus (лат.) — род паразитических наездников из семейства Braconidae. Около 5 видов.

## Распространение
Юго-Восточная Азия.

## Описание
Мелкие перепончатокрылые наездники, длина тела менее 1 см.
Представителей рода можно отличить от всех других родов Agathidinae по признаку раздвоенных коготков; нотаули отсутствуют; задний трохантеллус без вентральных килей.
Род рассматривается в составе трибы Disophrini.
Виды предположительно представляют собой одиночных койнобионтов-эндопаразитоидов гусениц Lepidoptera.
- Gyrochus helvus Enderlein, 1920[3]
- Gyrochus nigripennis Enderlein, 1920
- Gyrochus sumatranus Enderlein, 1920
- Gyrochus yunnanensis Wang, 1984[4]
- другие виды